# Dievturība
Dievturība es un movimiento religioso neopagano, que reivindica su herencia como forma moderna de las creencias del pueblo letón antes de la cristianización en el siglo XIII. Los creyentes se denominan Dievtuŗi (singular Dievturis), cuya traducción literal sería "veladores de Dievs", "gente que vive en armonía con Dievs" (alta deidad de la mitología letona).
El movimiento Dievtuŗi se fundó en 1925 por Ernests Brastiņš, disuelto por los rusos comunistas en 1940, pero restaurada oficiosamente más tarde. Actualmente el censo actual de practicantes oscila entre 600-700 adeptos. Entre otros notables personajes, el compositor y pianista Raimonds Pauls se declaró públicamente un devoto dievturis.

## Historia

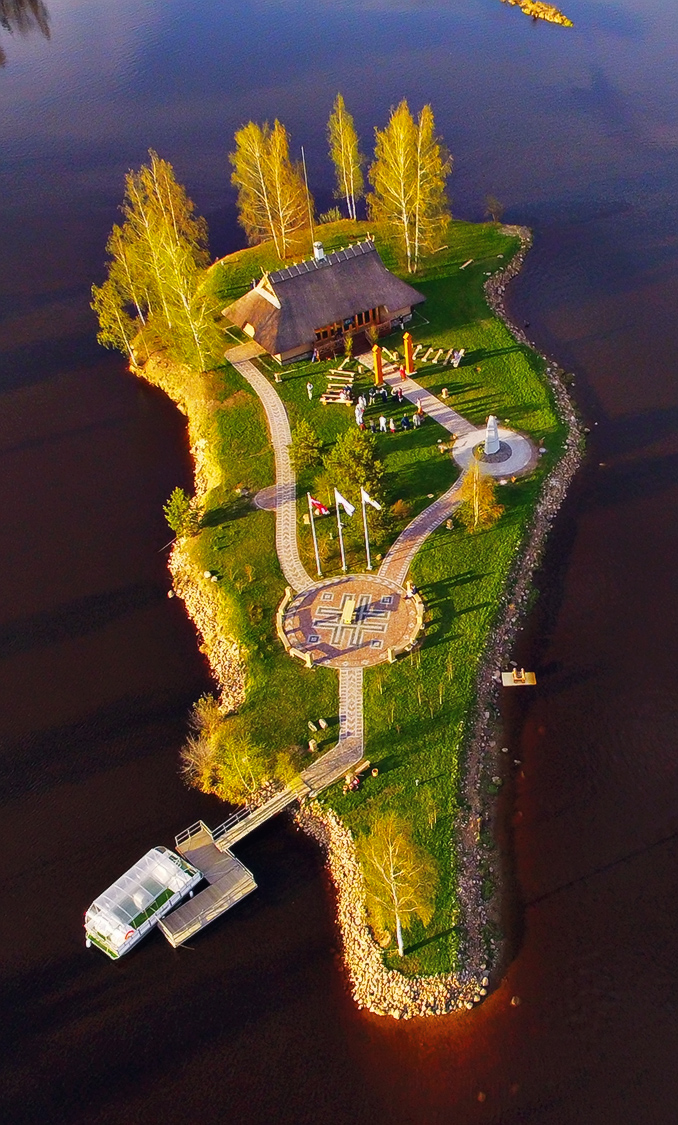
Lokstene templo de dievturi

Dievturība se creó en 1925 como movimiento reconstructionista basado en el folclore letón: tradicionales canciones conocidas como dainas y mitología letona. El moderno Dievturība se diferencia de la antigua religión báltica en el reconocimiento de una deidad trinitaria con Dievs, Māra y Laima como máximas entidades, de la que no existen registros históricos como tal triunvirato.
Ernests Brastiņš (1892-1942) fue un entusiasta promotor durante los primeros años de reconstruccionismo de Dievturība. Artista, historiador, folclorista y arqueólogo. Documentó muchos templos y castillos de Letonia, y entre sus escritos más importantes se encuentra el Índice de nociones mitológicas y dainas. El Catecismo Dievturi es el principal texto de inspiración espiritual de Dievturība.

## Creencias
Dievturība es esencialmente una religión panteística. Hay deidades que comparten características con la principal Dievs (la personificación del universo, la realidad en su máximo exponente), y otros tipos de entes espirituales no deidificadas. En la teología Dievturi, existen varias deidades que comparten triunviratos:

### Dioses del destino
- Triunvirato principal
  - Dievs – deidad principal de quien emanan otros dioses que representan aspectos de sí mismo.
  - Laima – es conocida como la personificación del destino y la suerte.
  - Māra

- Diosas del agua
  - Jūras māte
  - Ūdens māte
  - Upes māte

### Espiritualidades del alma
- Formas humanas
  - velis – cuerpo astral
  - miesa – forma física
  - dvēsele – alma

La diferencia que separa dvēsele (alma) y velis (cuerpo astral) es una línea muy fina. Dvēsele es eterna, procede del mismo Dievs (deidad) y regresa a su origen tras la muerte de miesa (cuerpo físico). Velis permanece vinculado al cuerpo, uniéndose y desapareciendo gradualmente con el tiempo en una forma parecida a los fantasmas en el mundo occidental o las sombras griegas. Al finalizar el otoño y el inicio del invierno es el momento de recuerdo y honrar a los ancestros difuntos. Durante el crepúsculo de otoño, la gente ofrece alimentos a sus parientes difuntos por la "naturaleza moribunda" o como gesto de agradecimiento por una buena cosecha durante el verano.